# Sergio Gómez Martín
Sergio Gómez Martín   (Badalona, 4 de setembre de 2000) és un futbolista professional català que juga com a migcampista a la Reial Societat. És internacional amb la selecció catalana i també amb la selecció espanyola.

## Carrera de club

### Barcelona
Nascut a Badalona, Gómez va ingressar al planter del FC Barcelona el 2010, després d'estades prèvies al CF Trajana PB Sant Just, CF Badalona i RCD Espanyol. Després d'ascendir a través de diferents categories, va debutar com a sènior amb el FC Barcelona B el 6 de gener de 2018, entrant com a suplent per Abel Ruiz als darrers minuts en un empat 1–1 a fora contra el Reial Saragossa a la Segona Divisió.

### Borussia Dortmund
El 30 de gener de 2018, Gómez va signar contracte amb el Borussia Dortmund de la Bundesliga. Inicialment va jugar amb l'equip sub 19 abans d'ingressar al primer equip, cosa prevista per l'1 de juliol de 2019. Va debutar amb els sèniors el 8 d'abril de 2018 en una victòria per 3–0 a la Bundesliga contra l'VfB Stuttgart.

#### Osca (cessió)
Gómez va fitxar per la SD Huesca de segona divisió, com a cedit, per la temporada 2019–20. L'1 de setembre de l'any següent, després d'ajudar el club a ascendir a La Liga, la seva cessió es va ampliar per una temporada més.

### Anderlecht
El 30 de juny de 2021, Gómez va fitxar per l'RSC Anderlecht, club de la Primera Divisió A belga, amb un contracte fins a 2025. Al final de la seva primera temporada a Bèlgica, Gómez va disputar 49 partits amb l'Anderlecht en totes les competicions i va ser nomenat millor jugador de la temporada del club.

### Manchester City
El 16 d'agost de 2022, Gómez va ser traspassat al Manchester City, signant un contracte fins a 2026. El 27 d'agost, va debutar al City com a substitut d'Erling Haaland en una victòria per 4-2 en lliga contra el Crystal Palace. El 6 de setembre de 2022 va debutar a la Lliga de Campions contra el Sevilla.

## Internacional

### Catalunya
Internacional amb la selecció catalana, el maig de 2022 Gerard López el va convocar per disputar el partit Catalunya – Jamaica a Montilivi, una victòria per 6-0.
El 29 de maig de 2024 va disputar amb la selecció catalana el partit contra el Panamà, que va acabar en un empat a 2, a l'Estadi de la Nova Creu Alta.
El 28 de maig de 2025 va disputar amb la selecció catalana el partit contra Costa Rica, en una victòria per 2 a 0 a l'Estadi Johan Cruyff.

## Palmarès

### Club
Huesca
- Segona divisió espanyola: 2019-20

Manchester City
- Lliga de Campions de la UEFA: 2022–23
- Supercopa d'Europa: 2023
- 2 Premier League: 2022–23, 2023–24
- FA Cup: 2022–23

### Internacional
Espanya sub-23
- Medalla d'or en els Jocs Olímpics: 2024[18]

Espanya sub-19
- Campionat d'Europa de Futbol sub-19 de la UEFA: Campió 2019

Espanya sub-18
- Jocs Mediterranis: Medalla d'or 2018

Espanya sub-17
- Campionat d'Europa de Futbol sub-17 de la UEFA: Campió 2017
- Copa del Món de futbol sub-17: Finalista 2017

### Individual
- Pilota d'argent de la Copa del Món de futbol sub-17: 2017[19]